# Tábor (distrikt)
Tábor (tjeckiska: okres Tábor) är ett distrikt i Tjeckien. Det ligger i regionen Södra Böhmen, i den centrala delen av landet, 80 km söder om huvudstaden Prag. Antalet invånare är 102 256. Arean är 1 375 kvadratkilometer. Distriktet Tábor gränsar till Benešov.
Terrängen i distriktet Tábor är kuperad åt nordost, men åt sydväst är den platt.
Distriktet Tábor delas in i:
- Bechyně
- Mažice
- Radětice
- Běleč
- Tábor
- Žíšov
- Zlukov
- Záhoří
- Zálší
- Černýšovice
- Rodná
- Řípec
- Chrbonín
- Sudoměřice u Bechyně
- Zvěrotice
- Šebířov
- Borkovice
- Zhoř u Tábora
- Planá nad Lužnicí
- Drahov
- Katov
- Veselí nad Lužnicí
- Soběslav
- Řemíčov
- Přehořov
- Pojbuky
- Radkov
- Březnice
- Pohnánec
- Balkova Lhota
- Roudná
- Slapy
- Mezná
- Sezimovo Ústí
- Chýnov
- Chotoviny
- Dobronice u Bechyně
- Dráchov
- Dírná
- Mladá Vožice
- Rataje
- Haškovcova Lhota
- Hodonice
- Hodětín
- Opařany
- Vlkov
- Komárov
- Vlastiboř
- Košice
- Pohnání
- Turovec
- Skalice
- Nová Ves u Chýnova
- Nasavrky
- Skopytce
- Nemyšl
- Nadějkov
- Vodice
- Vesce
- Val
- Sviny
- Vlčeves
- Stádlec
- Vilice
- Krátošice
- Radimovice u Tábora
- Ústrašice
- Meziříčí
- Choustník
- Sedlečko u Soběslavě
- Psárov
- Radenín
- Lom
- Radimovice u Želcě
- Hlasivo
- Drhovice
- Třebějice
- Bradáčov
- Skrýchov u Malšic
- Smilovy Hory
- Myslkovice
- Ratibořské Hory
- Dolní Hrachovice
- Chotěmice
- Dražice
- Dolní Hořice
- Želeč
- Dlouhá Lhota
- Oldřichov
- Mlýny
- Klenovice
- Tučapy
- Sudoměřice u Tábora
- Nová Ves u Mladé Vožice
- Hlavatce
- Budislav
- Zadní Střítež
- Zhoř u Mladé Vožice
- Libějice
- Bečice
- Borotín
- Košín
- Slapsko
- Řepeč
- Jedlany
- Svrabov
- Jistebnice
- Krtov
- Dražičky
- Malšice

Följande samhällen finns i distriktet Tábor:
- Tábor
- Sezimovo Ústí
- Veselí nad Lužnicí
- Bechyně
- Borotín
- Hoštice